# Det enda rationella
Det enda rationella är en svensk dramafilm från 2009 i regi av Jörgen Bergmark. Den var nominerad till två Guldbaggar, och vann en.

## Handling
Erland och Maj är gifta och driver en äktenskapsskola i kyrkans regi på fritiden. Erlands arbetskamrat Sven-Erik är gift med Karin. På Sven-Eriks födelsedagsfest blir Erland och Karin häftigt förälskade i varandra vilket vänder upp och ner på deras relationer. På Erlands initiativ sätter de sig för att diskutera den mest rationella lösningen och kommer fram till att de ska flytta ihop alla fyra tills allt återgår till det normala. De upprättar ordningsregler för sitt gemensamma samliv vilket fungerar en kort tid innan allt ställs på sin spets och de tvingas ge efter för sina känslor och ta egna beslut.

## Medverkande
- Stina Ekblad - Maj Fjellgren
- Rolf Lassgård - Erland Fjellgren
- Claes Ljungmark - Sven-Erik Byström
- Pernilla August - Karin Byström
- Magnus Roosmann - Prästen
- Anki Lidén - Gullan Almén
- Magnus Eriksson - Rune Almén
- Johan Storgård - Arbetsledaren
- Anna Godenius - Kiropraktor

## Priser & kritik
Filmen fick lite blandade reaktioner bland kritikerna:
- Aftonbladet - 3/5
- Expressen - 2/5
- Svenska dagbladet - 5/6
- Upsala Nya Tidning - 4/5
- Gomorron Sverige (1993-) - 2/5

På den 47:e Guldbaggegalan var Det enda rationella nominerad i två kategorier:
- Bästa kvinnliga huvudroll - Stina Ekblad - Nominerad
- Bästa manliga huvudroll - Claes Ljungmark - Vann

På Arras filmfestival vann filmen juryns stora pris. Den fick även NDR-priset av det tyska TV- och radiobolaget Norddeutscher Rundfunk.